# Libanons damlandslag i volleyboll
Libanons damlandslag i volleyboll representerar Libanon i volleyboll på damsidan. Laget vann WAVA-mästerskapen 2022.